# 井草
井草（日语：／ Igusa */?）是東京都杉並區的地名。現行行政地名為井草一丁目至井草五丁目。已實施住居表示。至2013年10月1日人口数为16,034人。郵遞區號167-0021。

## 地理
井草位於東京都杉並區最北部、西武新宿線以北的區域，相鄰練馬區、中野區。町域近似於以西武新宿線為底邊的梯形。上井草站北側至八成橋交差點的千川通相當於西側斜邊，鄰接練馬區下石神井。八成橋交差點以東的區界位於住宅區內，鄰接練馬區富士見台、南田中。東側斜邊為杉並區與中野區的區界，鄰接中野區上鷺宮、鷺宮。此外，南側鄰接杉並區下井草、上井草。井草由東向西分為一丁目至五丁目，町內多為住宅區。
南北向的環八通（井荻隧道）、東西向的新青梅街道貫穿町內，兩者在町域中央的井草三丁目交差點交會。此外，上井草站往東北方的千川通、下井草站往西北方的舊早稻田通、井荻站往北的環八通在八成橋交差點附近交會。町域南部過去有井草川，現已暗渠化。

## 歷史
中世至近世是指現在杉並區北部一帶。

### 地名由來
「井草」的由來有許多說法。
- 善福寺池、妙正寺池周邊的濕地，藺草叢生而得名[2]。
- 此地生長稱作池之草的蘆葦，池之草轉變為葦草（いぐさ）[2]。
- 善福寺池與妙正寺池之間有草原，地名取自「池」（井）與草原的「草」[2]。
- 來自開拓此地的長左衛門，原姓「井口」，又稱「開拓（草分け）長左衛門」，兩者組合成為地名[3]。

### 中世、江戶時代的「井草」
「井草」原指現在杉並區北部一帶。中世的武藏國多摩郡井草村包含現在的井草、上井草、下井草等町，以及今川、善福寺、桃井、清水全域，上荻、西荻北各一部分。善福寺一丁目的井草八幡宮也是以當時廣大的「井草」命名。
德川家康入主江戶時，板倉重宗與井上正利為井草村領主。
1645年，井草村為旗本今川直房領地，之後作為今川氏知行地持續至幕末。1649年，觀泉寺（現今川二丁目）的朱印狀上記有「上井草村」，此時井草村已分為上井草村、下井草村東西二村。江戶時代，上下井草村合稱為「井草村」，但有時也單獨稱下井草村為「井草村」。現在的井草是江戶時代的下井草村一部分。

### 現代
1963年9月1日實施住居表示，舊町名八成町、正保町、矢頭町、住吉町、上井草町（一部）成立現在的井草一丁目至五丁目。井草是杉並區內較早實施住居表示的地區。
井草四丁目環八通附近有舊通産省機械技術研究所舊址，1996年改建為井草森公園（いぐさのもりこうえん）。同年於公園旁設立垃圾處理設施（杉並中繼所），但之後周遭居民開始出現身體不適的現象，稱為「杉並病」，在大眾媒體大幅報導下引起民眾關注。杉並中繼所在2009年3月31日廢止。

## 交通
町域南側有西武新宿線下井草站、井荻站、上井草站，各站間隔相距約1公里。町域東部可利用下井草站，中部可利用井荻站，西部可利用上井草站。

## 設施
- 井草森公園（四丁目）
- 井草觀音堂（一丁目）
- 杉並區立八成小學校（二丁目）

## 備註
1. ↑  .   [2013-10-20]. （原始内容存档于2013-10-22）.
2. 1 2 3  森泰樹『杉並風土記・上巻』杉並郷土史会，1977年。
3. ↑  竹内誠編『東京の地名由来辞典』東京堂出版，2006年。ISBN 4490106858
4. ↑  冨澤（2002年），p.48

## 外部リンク
- THE下井草（页面存档备份，存于）（地域情報網站）